# Ernobius pini
Ernobius pini là một loài bọ cánh cứng thuộc chi Ernobius trong họ Ptinidae.